# نبرد حماة (۱۱۷۸)
نبرد حماة (انگلیسی: Battle of Hama) در اوت ۱۱۷۸ به وقوع پیوست زمانی که نیروهای پادشاهی اورشلیم حمله و یورشی به حومه شهر حماة ترتیب دادند اما نیروهای ایوبی موفق شدند حمله نیروهای صلیبی را دفع کرده و بسیاری را اسیر کنند که بعدها اعدام شدند.